# Kimishima Tatsumi
Kimishima Tatsumi  (君島 達己 (Quân Đảo Đạt Kỷ) Tatsumi Kimishima, sinh ngày 21 tháng 4 năm 1950, tại Tokyo) là một doanh nhân Nhật Bản và là chủ tịch thứ năm của Nintendo từ ngày 16 tháng 9 năm 2015 đến ngày 28 tháng 6 năm 2018. Ông trước đây là chủ tịch Nintendo of America từ tháng 1 năm 2002, kế nhiệm Arakawa Minoru, cho đến khi Reggie Fils-Aimé thay ông vào tháng 5 năm 2006. Ông được đề cử lên chức giám đốc điều hành vào tháng 6 năm 2013, sau đó nhậm chức chủ tịch thứ năm của công ty vào tháng 9 năm 2015, kế nhiệm Iwata Satoru, người đã qua đời vào tháng 7 năm 2015. Tháng 6 năm 2018, Kimishima từ chức chủ tịch và người kế nhiệm là Furukawa Shuntaro.

## Nghề nghiệp

### Ngân hàng Sanwa
Sau khi tốt nghiệp Đại học Hitotsubashi, Kimishima gia nhập Ngân hàng Sanwa vào năm 1973 rồi làm việc tại đây 27 năm. Kimishima chuyên giải quyết các vấn đề về lập kế hoạch cho doanh nghiệp, phát triển kinh doanh quốc tế, truyền thông doanh nghiệp và quảng cáo.  
Trong thời gian 27 năm làm việc tại Ngân hàng Sanwa, Kimishima từng làm việc tại New York, Los Angeles, California, San Francisco, Mỹ; Trung Mỹ; và vùng Caribê.  

### Pokémon
Kimishima đã được Yamauchi Hiroshi để mắt đến, ông muốn một người ngoài ngành công nghiệp trò chơi điện tử giúp giám sát tài chính của một công ty con của Mỹ cho nhượng quyền thương mại Pokémon nổi tiếng. Kimishima nhận chức vụ này và được bổ nhiệm làm giám đốc tài chính của The Pokémon Company vào tháng 12 năm 2000.
Năm 2001, Kimishima được bổ nhiệm làm chủ tịch của Pokémon USA Inc. Trong thời gian đầu Kimishima làm việc ở đó, một số trò chơi Pokémon nổi tiếng đã được phát hành.

### Nintendo
Sau khi phát hành GameCube vào năm 2001, chủ tịch của Nintendo từ năm 1949, Yamauchi cảm thấy rằng đã đến thời điểm thích hợp để từ chức. Con rể của ông, Arakawa Minoru, đảm nhận vai trò chủ tịch Nintendo ở Mỹ, nhưng nghỉ hưu chỉ sau một năm, năm 2002. Yamauchi bổ nhiệm Kimishima Tatsumi trở thành chủ tịch Nintendo of America vào tháng 1 năm 2002. Trước đây ông đang làm việc với tư cách là người đứng đầu bộ phận Pokémon của Nintendo. Bốn năm sau khi Kimishima thăng chức, ông lại được thăng chức, nhưng lần này là chức danh Giám đốc Điều hành và Chủ tịch Hội đồng Quản trị.

#### Chủ tịch
Ngày 14 tháng 9 năm 2015, sau khi Iwata qua đời vào tháng 7 năm 2015, Kimishima được bổ nhiệm làm chủ tịch công ty Nintendo. Miyamoto Shigeru và Genyo Takeda cũng lần lượt được đưa vào vai trò cố vấn cấp cao với tư cách "Đồng sáng tạo" và "Đồng công nghệ". Kimishima mô tả mong muốn của mình là tuân theo chiến lược chung của Iwata, nói rằng "Takeda và Miyamoto sẽ phụ trách phát triển phần mềm, trong khi tôi điều hành".
Tháng 5 năm 2016, Kimishima thông báo Nintendo sẽ bắt đầu sản xuất phim và đang tìm kiếm các nhà làm phim cho các dự án của họ. Với tư cách là Chủ tịch của Nintendo, Kimishima cũng giám sát việc ra mắt Nintendo Switch và xuất hiện trong Buổi giới thiệu Nintendo Switch vào năm 2017.
Tháng 4 năm 2018, Nintendo thông báo Kimishima đã từ chức chủ tịch vào ngày 28 tháng 6 năm 2018, kế nhiệm là Furukawa Shuntaro. Kimishima vẫn ở lại Nintendo với tư cách là Cố vấn điều hành.